# 奧帕瓦的威廉
奧帕瓦的威廉（捷克語：Vilém Opavský，約1410年—1452年8月15日），奧帕瓦公爵，普熱米斯爾一世之子，1433年至1452年在位。

## 家庭
1442年左右，威廉與查斯托洛維茨的莎樂美（Salome z Častolovic）結婚，兩人共有3子2女：
1. 貝德日赫（—1470年）
2. 瓦茨拉夫（—1474年）
3. 普熱米斯爾（—1493年）
4. 卡塔里娜（—1505年），與薩根公爵揚二世結婚
5. 安娜（—1515年）